# Газалкент
Газалке́нт (узб. Gʻazalkent, Ғазалкент) — місто в Узбекистані, адміністративний центр Бостанлицького туману (району) Ташкентської області.

## Розташування
Розташовується на території відрогів Тянь-Шаню, на захід від річки Чирчик, за 58 км від Ташкента. У самому місті знаходиться залізнична станція з такою ж назвою.

## Історія
Газалкент виник у 1932 році як селище будівельників головної споруди Чирчикського каскаду ГЕС під назвою Бостандик, пізніше ця назва стала вимовлятися як Бостанлик (звідси Бостанликський район). Статус міста отримав з 1964 року. При отриманні статусу міста, отримав назву Газалкент.
Раніше с. Бостандик входило до складу Чимкентської області Казахської РСР. Згодом за рішенням Ради Міністрів СРСР було передано до складу Ташкентської області Узбецької РСР.

## Промисловість
Підприємства Газалкента виробляють молочну та плодоконсервну продукцію. Також тут працює молочний і виноробний заводи, гранітно-мармуровий комбінат, склозавод «Газалкент ойна», що є спільним узбецько-англійським підприємством.
Підприємства текстильної та легкої промисловості випускають швейні та трикотажні вироби. Сільськогосподарські підприємства виробляють бавовну-сирець. Фірми і компанії Газалкент надають банківські та телекомунікаційні послуги. Місто відоме виробами ручного килимарства. Рекреаційні установи Газалкент представлені санаторіями і будинками відпочинку.

## Клімат
Клімат в місті Газалкент близький до помірно холодного клімату. Взимку тут набагато більше опадів, ніж влітку. У місті протягом року випадає незначна кількість опадів. Середньорічна температура у місті — 12.5 °C. Середньорічна норма опадів — 503 мм.
Найпосушливіший місяць — серпень з опадами 3 мм. Більша частина опадів випадає у березні, у середньому 79 мм. Найтепліший місяць року — липень з середньою температурою 26.0 °C. Середня температура у січні −1.3 °C. Це сама низька середня температура протягом року.

## Релігія
2003 року у місті збудували храм на честь ікони Божої Матері — єдиний у Бостанлинському районі.

## Спорт
У місті базується футбольний клуб "Газалкент"